# Z miłości do gry
Z miłości do gry – album studyjny polskiego rapera Peerzeta. Wydawnictwo ukazało się 26 października 2012 roku nakładem wytwórni muzycznej Aptaun Records. Nagrania wyprodukowali TmkBeatz, Tyno oraz Donatan. Wśród gości na płycie znaleźli się Pyskaty, Kojot, VNM i Te-Tris. 
Płyta dotarła do 9. miejsca zestawienia OLiS.

## Lista utworów
Opracowano na podstawie materiału źródłowego.
1. "Fatamorgana" (produkcja: TmkBeatz, scratche: Dj NoOne) - 3:26
2. "Z miłości do gry" (gościnnie: Te-Tris, produkcja: TmkBeatz) - 3:54
3. "Dżus" (produkcja: Tyno, scratche: Dj NoOne) - 3:44
4. "Tylko ja" (produkcja: Donatan, scratche: Dj NoOne) - 2:52
5. "Buc" (produkcja: Tyno, scratche: Dj NoOne) - 4:19
6. "Dzień z mojego życia" (produkcja: TmkBeatz) - 3:50
7. "Nad tłumem" (gościnnie: Kojot, produkcja: TmkBeatz, scratche: Dj Medyk) - 4:10
8. "Oszalej" (produkcja: Donatan, scratche: Dj NoOne) - 3:17
9. "Alibi" (produkcja: Donatan) - 3:41
10. "Iluzja zwana rzeczywistością" (instrumenty klawiszowe: Sempu, produkcja: TmkBeatz) - 5:01
11. "Zasada cierpliwości" (gościnnie: Pyskaty, VNM, produkcja: TmkBeatz, scratche: Dj Noriz) - 3:55
12. "Kombosy" (produkcja: TmkBeatz) - 4:02
13. "Robię co mówi serce" (instrumenty klawiszowe: Sempu, produkcja: TmkBeatz, scratche: Dj NoOne) - 4:11
14. "Szalony czas" (instrumenty klawiszowe: Sempu, produkcja: TmkBeatz, scratche: Dj Noriz) - 4:06
15. "Wolny dzień" (instrumenty klawiszowe: Sempu, produkcja: TmkBeatz) - 3:51